# Lough Ea
Lough Ea (en gaélique Loch Fhia) est un petit lac du comté de Donegal, dans le nord-ouest de l'Irlande.

## Géographie
Le lac est situé sur le bord de la R253, à l'est du village de Glenties, à 180 m d'altitude.